# Кисунько, Григорий Васильевич

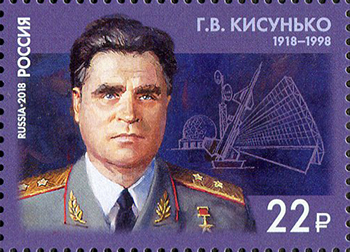
Почтовая марка России 2018 года, посвящённая Г. В. Кисунько, с изображением комплекса «Енисей» (см. ПРО А-35) и ракеты В-1000

Григо́рий Васи́льевич Кисунько́ (укр. Григорій Васильович Кісунько; 20 июля 1918, Бельманка, Екатеринославская губерния — 11 октября 1998, Москва) — советский учёный в области радиоэлектроники. Один из создателей советской системы противоракетной обороны. Генерал-лейтенант-инженер (1967), доктор технических наук (1951), профессор (1956), член-корреспондент АН СССР / РАН (с 1958 года). Герой Социалистического Труда. Лауреат Ленинской премии.

## Биография
Родился 20 июля 1918 года в селе Бельманка (ныне Бильмакского района Запорожской области Украины) в крестьянской семье. Украинец.
Отец — Василий Трофимович, расстрелян в 1938 году как «враг народа». Мать — Надежда Аврамовна. В 1930 году семья переехала в город Мариуполь.
Жена, Кисунько Бронислава Исаевна (урожденная Малинкович), родилась 26 ноября 1918 года в местечке Уваровичи Гомельской области. Перед Великой Отечественной войной закончила исторический факультет и аспирантуру Педагогического института им. А. И. Герцена в Ленинграде. Занималась античной историей. Скончалась 12 декабря 2005 года. Похоронена на Троекуровском кладбище рядом с мужем, с которым они вместе прожили почти 60 лет.
Старший сын — Василий Григорьевич Кисунько (1940—2010) — советский и российский искусствовед, профессор Московской консерватории, доцент ВГИКа. Младший сын — Александр Григорьевич Кисунько (1947—2003) — российский математик и педагог, кандидат физико-математических наук, доцент МИРЭА (Московский институт радиотехники, электроники и автоматики, технологический университет), директор физико-математической школы МИРЭА.

### Образование
В 1934 году окончил девять классов школы, по семейным обстоятельствам оставил учёбу и уехал в город Луганск. Там поступил на физико-математический факультет педагогического института, который окончил в 1938 году с отличием по специальности «физика».
Осенью 1938 года Кисунько поступил в аспирантуру по кафедре теоретической физики Ленинградского государственного педагогического института имени А. И. Герцена. В июне 1941 года окончил аспирантуру, защитив диссертацию «Теория пространственных зарядов в фотопроводящих кристаллах» на соискание учёной степени кандидата физико-математических наук.

### Деятельность
После окончания аспирантуры Кисунько получил назначение на должность заведующего кафедрой теоретической физики в Астраханском педагогическом институте, однако остался в Ленинграде и в первые дни Великой Отечественной войны записался добровольцем на фронт. 4 июля вступил добровольцем в Ленинградскую Армию Народного ополчения, был рядовым 2-го СП 5СД, но оттуда был откомандирован в распоряжение РВК Куйбышевского района г. Ленинграда, а из РВК направлен курсантом в Военное училище ВНОС Красной армии (ныне училище Войск ПВО страны в г. Пушкине Ленинградской области). Продолжал обучение в г. Бирск, Башкирская АССР, куда было передислоцировано училище ВНОС.
18 февраля 1942 года распоряжением Главного управления противовоздушной обороны территории страны в звании лейтенанта был направлен в 337-й Отдельный радиобатальон ВНОС Особой Московской армии ПВО. Здесь служил до декабря 1944 года в должностях помощника командира взвода — начальника станции по технической части, командиром взвода — начальником станции, инженером роты станций радиообнаружения самолётов.
В декабре 1944 года маршалом войск связи Пересыпкиным был отозван из армии и назначен в Военную Краснознаменную академию связи им. С. М. Буденного на должность преподавателя, позднее заместителя начальника кафедры теоретических основ радиолокации, где работал по октябрь 1950 года.
Свою первую работу «К теории возбуждения радиоволноводов» Кисунько закончил весной 1945 года и выступил с докладом по этой теме 7 мая на всесоюзной научной конференции, посвященной 50-летию изобретения радио А. С. Поповым.
По решению Оборонного отдела ЦК ВКП(б), его руководителя И. Д. Сербина, 6 октября 1950 года Кисунько был отозван из ВКАС имени С. М. Буденного и прикомандирован к Министерству вооружения СССР с назначением в Специальное бюро № 1 (СБ-1), преобразованное в Конструкторское бюро № 1 (КБ-1), которому было поручено проведение работ по созданию ракетной системы сплошной противовоздушной обороны Москвы и Московского промышленного района (шифр «Беркут») с оставлением в кадрах Советской Армии. В КБ-1 участвовал в создании первых отечественных зенитно-ракетных комплексов (ЗРК) С-25 и С-75, являясь начальником сектора по разработке СВЧ-устройств, научным руководителем отдела, руководителем комплекса лабораторий по разработке радиотехнических устройств, заместителем технического руководителя испытаний станции наведения ЗРК С-25, начальником отдела разработки ЗРК. С 1952 года — заместитель технического руководителя по испытаниям радиолокационной станции Б-200.
В марте 1951 года в ученом совете НИИ-108, директором которого был академик А. И. Берг, Г. В. Кисунько успешно защитил докторскую диссертацию на тему «Метод волноводных уравнений и вариационные принципы для краевых задач прикладной электродинамики».
В феврале 1955 года было принято решение Совета Министров СССР о создании специализированных подразделений по ПРО в КБ-1, как головной организации и смежных организациях. Министр оборонной промышленности Д. Ф. Устинов издал приказ об уточнении организационной структуры КБ-1 путем создания трех СКБ: № 30 — по тематике ПРО с начальником и главным конструктором Г. В. Кисунько; № 31 по зенитно-ракетной тематике с начальником и главным конструктором А. А. Расплетиным; № 32 по авиационным системам ракетного оружия с начальником и главным конструктором А. А. Колосовым. С сентября 1953 года — начальник СКБ № 30 КБ-1. В августе 1954 года приступил к разработке предложений по проекту экспериментальной системы противоракетной обороны (система «А»). С 3 февраля 1956 года — главный конструктор системы «А». В 1958 году был назначен главным конструктором системы ПРО А-35.
30 декабря 1961 года Кисунько назначен начальником вновь образованного самостоятельного ОКБ-30 и генеральным конструктором системы ПРО А-35. 24 марта 1966 года ОКБ-30 было преобразовано в ОКБ «Вымпел» и Кисунько стал его директором и научным руководителем. С 1970 года — заместитель генерального директора ЦНПО «Вымпел» по научной работе (ныне ПАО «МАК «Вымпел»). С 1975 года — начальник НИО-4 НТТЦ ЦНПО «Вымпел». Система «А-35» и её модернизация «А-35М» послужили базой для создания системы ПРО Москвы и Московского промышленного района «А-135», что поддержало приоритет СССР в области ПРО и тем способствовало сохранению стратегической стабильности в мире.
13 августа 1979 года был освобождён от должности и назначен научным консультантом 45-го ЦНИИ Министерства обороны СССР.
В 1987 году уволился из армии и работал заведующим лабораторией отдела теоретических проблем АН СССР.
Член ВКП(б)/КПСС с 1944 года. Депутат Верховного Совета СССР 7-8-го созывов (в 1966—1974 годах).
Жил в городе Москве. Умер 11 октября 1998 года, похоронен на Троекуровском кладбище в Москве.

## Награды и звания
- Указом Президиума Верховного Совета СССР от 20 апреля 1956 года за участие в разработке системы С-25 Кисунько Григорию Васильевичу присвоено звание Героя Социалистического Труда с вручением ордена Ленина и золотой медали «Серп и Молот».
- Награждён советскими двумя орденами Ленина, орденом Отечественной войны 1-й степени, орденом Трудового Красного Знамени, орденом Красной Звезды и российским орденом «За заслуги перед Отечеством» 4-й степени (16.11.1998, посмертно), а также медалями.
- 1966 год. Ленинская премия за создание системы «А» и связанные с ними исследования.
- Почётный гражданин города Приозёрск (Казахстан).
- Государственное бюджетное общеобразовательное учреждение города Москвы «Школа № 1430» носит имя Героя Социалистического Труда Г. В. Кисунько. В одном из структурных подразделений образовательного комплекса действует музей, посвящённый Г. В. Кисунько и становлению системы противоракетной обороны. Планируется, что в 2015 году при поддержке социальных партнёров Школы, будет установлена скульптура учёного.

## Сочинения
- Воспоминания «Секретная зона». Исповедь Генерального конструктора. М.: Современник, 1996. — 510 с.: фото-ил. — (Жестокий век: Кремль и ракеты). ISBN 5-270-01879-9
- Сборник стихов «Да будет в мире вечный март» Самиздат, 1997